# Lucian Dunăreanu
Lucian Dunăreanu (n. 22 noiembrie 1977, Ploiești), a dezvoltat încă din anii 2000 comunitatea locală LGBTQ din Cluj și este unul dintre cei mai prolifici activiști români pentru drepturile LGBT. Este totodată directorul executiv al organizației Be An Angel, actuala PRIDE România.

## Activitate
Din 2004 Lucian Dunăreanu organizează Serile Filmului Gay, festival internațional de film destinat comunității LGBT din Cluj-Napoca. Dunăreanu este editorul primei reviste LGBT din România, Angelicuss; și a fost și redactorul șef al revistei Switch, revistă care și-a încetat activitatea.
Dunăreanu este proprietarul grupului muzical Veverițele Vesele (fost Toxice), prima trupă de drag din România, trupă care, de altfel, a participat la show-urile Mondenii și Românii au talent, dar și la preselecția națională pentru Eurovision. Sloganul Veverițelor Vesele este: „Drag queen / travesti-ul este o artă și nu are nimic de a face cu orientarea sexuală”. 
Pe lângă aceste activități, Lucian Dunăreanu a participat la campanii de prevenire și conștientizare cu privire la infecțiile cu transmitere sexuală ( ITS / HIV/SIDA) cât și a campaniei de vizibilitate a comunității "Suntem AICI". 
Din 2002 este organizatorul petrecerilor gay din Cluj (Delirio și KIKI CIRCUIT) și totodată proprietarul cluburilor Delirio din Sibiu, Timișoara și Cluj-Napoca.
Împreună cu colegii de la Angelicuss, Lucian Dunăreanu a inițiat campania „Noi doi, legal!” prin care au cerut legalizarea parteneriatelor civile în România, iar din 2017, ca președinte al organizației PRIDE România, a inițiat și este organizatorul festivalului comunitar Cluj Pride, festival ce cuprinde totodată și marșul de tip pride, singurul până acum din Transilvania.

## Acuzații de trafic de droguri și de minori
La 6  noiembrie 2024, a fost reținut de procurorii DIICOT Cluj sub aspectul săvârșirii infracțiunii de trafic de minori și droguri de mare risc. 